# عبد الباسط عثمان
أحمد أكماد عثمان باتابول، (1974 – 3 مايو 2015)، المعروف بـ عبد الباسط عثمان، هو خبير صناعة متفجرات وقنابل فلبيني، قاد مجموعة من العمليات الخاصة ذات صلة بجبهة تحرير مورو الإسلامية وجماعة أبو سياف والجماعة الإسلامية في جنوب شرق آسيا. عرضت الولايات المتحدة الأمريكية مكافأة 1 مليون دولار لمن يعطي معلومات تُمكنها من اعتقاله.

## نشأته
ولد في عام 1974 في قرية لابو-لابو في جنوب الفلبين. عمل في باكستان قبل انخراطه في الأنشطة النضالية.

## نشاطه
يعتبر عبد الباسط القائد والمدبر للعديد من العمليات ضد الحكومة الفليبينية وحلفائها، وقيل أنه مدبِّر تفجير جنرال سانتوس في 21 أبريل 2002 الذي قُتل فيه 15 شخصًا على الأقل وأصيب 55 آخرون. التقى عبد الباسط بطاهر ألونتو قائد جبهة تحرير مورو الإسلامية ووافق على الانضمام للجبهة.
وفي 14 يناير عام 2010 قالت الولايات المتحدة أنها قتلته بقصف عن طريق طائرة بدون طيار في باكستان التي استهدفت زعيم طالبان الباكستانية حكيم الله محسود، ولكن الخبر كان غير صحيح. ثم قيل في وقت لاحق أنهما قتلوا أيضًا في قصف عسكري في ماجوينداناو. ولكن عبد الباسط عثمان ظهر في وقت لاحق، وفي يونيو 2014  قال المسؤولون الحكوميون أنه يخطط لتفجير في مدينة دافاو. وحاولت القوات الحكومية قتله في 25 يناير 2015  في اشتباك في مينداناو، ولكنه تمكن من النجاة،

## مقتله
قتل عبد الباسط خلال اجتماع مع الجبهة الإسلامية لتحرير مورو في 3 مايو 2015 في ماجوينداناو. ويشتبه في أن أحد حراسه خانه وقام بقتله للحصول على المكافأة مليون دولار. وفقا لبيان صادر عن القوات المسلحة الفلبينية أن مقتله كان بالاتفاق مع أحد الحراس. وذكرت جبهة تحرير مورو الإسلامية أن مقتل عبد الباسط عثمان بدد آمال المفاوضات مع الحكومة.